# Limnephilus harrimani
Limnephilus harrimani är en nattsländeart som beskrevs av Banks 1900. Limnephilus harrimani ingår i släktet Limnephilus och familjen husmasknattsländor. Inga underarter finns listade i Catalogue of Life.